# Allemagne de l'Est aux Jeux olympiques d'hiver de 1984
L'Allemagne de l'Est (République démocratique allemande) participa aux Jeux olympiques d'hiver de 1984, organisés à Sarajevo en Yougoslavie. Cette nation prit part aux Jeux olympiques d'hiver pour la cinquième fois en tant qu'équipe indépendante. La délégation est-allemande, formée de 56 athlètes, remporta 24 médailles (9 d'or, 9 d'argent et 6 de bronze) et se classa au premier rang du tableau des médailles

## Médaillés
| Médaille                            | Nom                                                                       | Discipline          | Épreuve                     |
| ----------------------------------- | ------------------------------------------------------------------------- | ------------------- | --------------------------- |
| Médaille d'or, Jeux olympiques      | Jens Weißflog                                                             | Saut à ski          | Petit tremplin hommes       |
| Médaille d'or, Jeux olympiques      | Andrea Ehrig                                                              | Patinage de vitesse | 3 000 m femmes              |
| Médaille d'or, Jeux olympiques      | Karin Kania                                                               | Patinage de vitesse | 1 500 m femmes              |
| Médaille d'or, Jeux olympiques      | Karin Kania                                                               | Patinage de vitesse | 1 000 m femmes              |
| Médaille d'or, Jeux olympiques      | Christa Luding                                                            | Patinage de vitesse | 500 m femmes                |
| Médaille d'or, Jeux olympiques      | Katarina Witt                                                             | Patinage artistique | Individuel femmes           |
| Médaille d'or, Jeux olympiques      | Steffi Walter                                                             | Luge                | Simple femmes               |
| Médaille d'or, Jeux olympiques      | Wolfgang Hoppe - Dietmar Schauerhammer                                    | Bobsleigh           | Bob à deux                  |
| Médaille d'or, Jeux olympiques      | Wolfgang Hoppe - Andreas Kirchner - Dietmar Schauerhammer - Roland Wetzig | Bobsleigh           | Bob à quatre                |
| Médaille d'argent, Jeux olympiques  | Jens Weißflog                                                             | Saut à ski          | Grand tremplin hommes       |
| Médaille d'argent, Jeux olympiques  | Bernhard Lehmann - Bogdan Musiol - Ingo Voge - Eberhard Weise             | Bobsleigh           | Bob à quatre                |
| Médaille d'argent, Jeux olympiques  | Bernhard Lehmann - Bogdan Musiol                                          | Bobsleigh           | Bob à deux                  |
| Médaille d'argent, Jeux olympiques  | Bettina Schmidt                                                           | Luge                | Simple femmes               |
| Médaille d'argent, Jeux olympiques  | Frank-Peter Roetsch                                                       | Biathlon            | 20 kilomètres hommes        |
| Médaille d'argent, Jeux olympiques  | Karin Kania                                                               | Patinage de vitesse | 500 m femmes                |
| Médaille d'argent, Jeux olympiques  | Karin Kania                                                               | Patinage de vitesse | 3 000 m femmes              |
| Médaille d'argent, Jeux olympiques  | Andrea Ehrig                                                              | Patinage de vitesse | 1 000 m femmes              |
| Médaille d'argent, Jeux olympiques  | Andrea Ehrig                                                              | Patinage de vitesse | 1 500 m femmes              |
| Médaille de bronze, Jeux olympiques | Ute Oberhoffner                                                           | Luge                | Simple femmes               |
| Médaille de bronze, Jeux olympiques | Matthias Jacob                                                            | Biathlon            | 10 kilomètres sprint hommes |
| Médaille de bronze, Jeux olympiques | René Schöfisch                                                            | Patinage de vitesse | 5 000 m hommes              |
| Médaille de bronze, Jeux olympiques | René Schöfisch                                                            | Patinage de vitesse | 10 000 m hommes             |
| Médaille de bronze, Jeux olympiques | Gabi Zange                                                                | Patinage de vitesse | 3 000 m femmes              |